# Periplaneta indica
Periplaneta indica är en kackerlacksart som beskrevs av Heinrich Hugo Karny 1908. Periplaneta indica ingår i släktet Periplaneta och familjen storkackerlackor. Inga underarter finns listade i Catalogue of Life.